# رود فرق (غرمسار كرمان)
رود فرق (بالفارسية: رودفرق) هي منطقة سكنية تقع في إيران في قسم غرمسار الریفي. يقدر عدد سكانها بـ 693 نسمة بحسب إحصاء 2016.